# 高應龍
高應龍，江苏元和人，清朝政治人物。举人出身。
乾隆五十六年，擔任廣東廣州府永安縣知縣（現紫金縣知縣）。后由高岱齡接任。嘉庆三年(1798年)复任，擔任廣東廣州府永安縣知縣（現紫金縣知縣）。后由彭之淳接任。